# Roberto Sandalo
Roberto Sandalo, noto anche come Roberto Severini e soprannominato Roby il pazzo e Comandante Franco (Torino, 7 giugno 1957 – Parma, 9 gennaio 2014), è stato un terrorista italiano.
Ha militato durante gli anni di piombo nell'organizzazione di estrema sinistra Prima Linea, della quale fu il primo collaboratore di giustizia e in seguito negli anni 2000 ha commesso attentati anti-islamici.

## Biografia
Figlio di un operaio della FIAT, liceale al "Galileo Ferraris" di Torino, amico di Marco Donat-Cattin e appassionato di armi, dopo la militanza a Torino nel movimento comunista extraparlamentare Lotta Continua, di cui era esponente del servizio d'ordine, aderì a Prima Linea sin dall'inizio, partecipando ad alcuni attentati terroristici. Da Lotta Continua fu espulso per iniziativa di Steve Della Casa, che aveva rilevato suoi atteggiamenti violenti nei confronti di esponenti della FGCI durante un corteo studentesco. Durante il servizio di leva, svolto come ufficiale di complemento negli alpini, usò la divisa come copertura per traffici d'armi a favore dei terroristi.
Divenne famoso con il soprannome di Roby il pazzo per la sua propensione alle attività violente. Il suo nome di battaglia in Prima Linea era invece Comandante Franco. Il 29 aprile 1980, forse in procinto di entrare nelle Brigate Rosse, fu arrestato. Un mese dopo cominciò a collaborare con gli inquirenti, ammettendo tra l'altro la sua partecipazione agli omicidi di Carlo Ghiglieno, Carmine Civitate e Bartolomeo Mana. La sua collaborazione permise allo Stato di arrestare 165 aderenti all'organizzazione terroristica, di fatto azzerandola. La stampa gli diede il nomignolo di "piellino canterino". Denuncia anche la fuga di Donat-Cattin, a suo parere favorita dal padre Carlo e da Francesco Cossiga, e, prima di Leonardo Marino, il coinvolgimento di Lotta Continua nell'omicidio Calabresi. 
Condannato a undici anni e sette mesi, grazie agli sconti di pena uscì dal carcere dopo soli due anni e mezzo, il 19 novembre 1982, ed acquisì una nuova identità: Roberto Severini. A metà degli anni ottanta si trasferì in Kenya.
Negli anni novanta Sandalo/Severini si avvicina ad ambienti della Lega Nord e fa carriera all'interno dell'organizzazione paramilitare del partito, le Camicie verdi, aderendo all'indipendentismo padano. La sua vecchia identità viene però scoperta dal parlamentare leghista Mario Borghezio (negli anni '70 opposto a Sandalo in quanto simpatizzante del gruppo neofascista di estrema destra Ordine Nuovo) che lo fa espellere dal movimento nel gennaio del 1999 poiché considerato "agente provocatore". Sandalo dichiarerà in seguito di essere uscito di sua volontà dalla Guardia Nazionale Padana, insieme ad altri, perché Bossi aveva rinunciato alla secessione in cambio di denaro. Nel 2002 venne di nuovo arrestato per rapina, ma poi prosciolto per non aver commesso il fatto. Rende inoltre false dichiarazioni sulle Nuove Brigate Rosse e l'omicidio di Massimo D'Antona, con accuse inventate rivolte contro Corinto Marchini, dirigente leghista che lo segnalò a Borghezio, svelandone l'identità, ed ex membro dell'Autonomia Operaia.
Nel 2006 ha rilasciato un'intervista in cui critica Sergio D'Elia, suo ex-compagno di Prima Linea eletto in parlamento con la Rosa nel Pugno. Per questa intervista Sandalo è stato condannato per diffamazione in sede civile assieme al direttore del Giornale Maurizio Belpietro. 
Nel 2007 compie una serie di reati a sfondo antislamico, in particolare attentati dinamitardi contro alcune moschee a Milano, Abbiategrasso e Brescia (il 2 febbraio contro la moschea che aveva a lungo ospitato come imam Abu Omar) e incendi di automobili di musulmani, compiuti di notte mentre di giorno manifesta contro il "fascismo islamico" con slogan come "Stop Islam", "Islam=comunismo e nazismo" e "Milano cristiana laica e liberale"; in un'intervista a la Repubblica, fatta dopo essersi scontrato in piazza con Dacia Valent e Joe Fallisi che lo avevano riconosciuto, si dichiara "uno che ha servito due volte lo Stato, prima come ufficiale degli alpini e poi dissociandomi e collaborando a mettere fuori piazza una banda di assassini". L'11 settembre del 2007, già indagato dalla DIGOS, distribuisce manifestini davanti all'Ufficio del Parlamento europeo di Milano, contro «l'islamizzazione dell'Europa», con i suoi recapiti personali e contro i "collaborazionisti di Hamas ed Hezbollah" dei "Comunisti Italiani PCd'I".
Per gli attentati viene arrestato il 10 aprile 2008 e condannato (sotto il nome Roberto Angelo Maria Severini) con rito abbreviato a 9 anni e 9 mesi di carcere per porto e uso di materiale esplosivo e armi da guerra, falso, furto e incendio doloso con l'aggravante dell'odio razziale e religioso. Per questi attentati l'ex terrorista rosso fu elogiato come "grande patriota" dal forum neonazista e nazionalista bianco Stormfront. Viene anche accusato, come da lui stesso detto al processo, di aver creato con i due co-imputati una piccola organizzazione terroristica di ispirazione cristiano-estremista denominata "Fronte cristiano combattente" (si era convertito al cattolicesimo negli anni '90), seguendo sentimenti e idee anti-islamiche radicalizzate in seguito nel clima della guerra al terrorismo post-11 settembre 2001; in aula si autoqualificò come un nazionalista italiano e filo-israeliano, affermando che i musulmani in carcere a Milano gli avvelenassero il cibo per farlo ammalare, e di aver contratto per questo dei virus. Il legale chiese la detenzione domiciliare e le attenuanti, non concesse a causa della sua recidività. La pena fu diminuita a 8 anni e mezzo in appello e confermata in Cassazione. 
È morto, come riportato dall'amministrazione penitenziaria, per "cause naturali" nel carcere di Parma nel 2014 all'età di 56 anni. Su richiesta della moglie, l'avvocato Antonia Parisotto (ex candidata di Forza Italia), fu sepolto nella tomba di famiglia a Costigliole d'Asti, accanto ai genitori.